# 石巻市総合運動公園
石巻市総合運動公園（いしのまきしそうごううんどうこうえん）は、宮城県石巻市にあるスポーツ施設群を有する都市公園（運動公園）である。2019年6月30日よりセイホクが命名権を取得し、「セイホクパーク石巻」の愛称を用いている。
施設は石巻市が所有し、指定管理者制度を設けている。

## 公園内の主な施設
- 石巻市民球場
  - プロ野球イースタン・リーグが開催されるほか、県内の高校野球・社会人野球の主要会場の一つ。
- 石巻フットボール場
  - Jリーグ・ベガルタ仙台のミニキャンプが行われている。年間数試合Jサテライトリーグ戦も開催されている。
- 石巻ふれあいグラウンド

## 交通
- JR石巻駅（仙石線・仙石東北ライン・石巻線）よりミヤコーバス「石巻専修大学行き」で15分「総合運動公園」下車すぐ
- 三陸沿岸道路石巻女川ICより車で約5分